# Adolf von Hüpsch

Baron von Hüpsch (1730–1805)

Johann Wilhelm Carl Adolf von Hüpsch, eigentlich Jean Guillaume Adolphe Fiacre Honvlez oder meist kurz Baron von Hüpsch (* 31. August 1730 in Vielsalm in der Provinz Luxemburg; † 1. Januar 1805 in Köln), war ein Kölner Museumsgründer und Sammler.

## Leben und Wirken
Er wurde als Sohn des Schöffen und Gerichtsschreibers Gerard Honvlez geboren. Seine Familie war mit Adligen verschwägert, er selbst aber nicht adlig.
1755 ließ er sich in Köln nieder und nahm in dieser Zeit Titel und Namen seiner Großmutter „von Hüpsch“ aus Lontzen bei Aachen an. In seinem Haus in der Johannisstraße in Köln richtete er ein Kabinett ein; es war gegen ein Eintrittsgeld offen für Besucher; er baute seine Sammlungen durch Zukäufe aus, übernahm Geschenke und tauschte museale Objekte und Handschriften. Seine Einkünfte verwendete er vollständig für seine Sammlung, die als „Kabinett des Baron von Hüpsch“ bald zu einer Attraktion für Naturforscher und die ersten Rheintouristen wurde; zu ihnen gehörten Georges-Louis Leclerc de Buffon, Jean-Baptiste de Lamarck und sogar Wilhelm von Humboldt. Außerdem erkundete Hüpsch die Eifelregion und wies als einer der ersten Rheinländer den vulkanischen Charakter dieser Region nach.
Er besaß zwar die Absicht, die Sammlungen der Stadt Köln zu übergeben, jedoch bestand dort kein Interesse; darum trat er in Verbindung mit Fürsten und Königen, was sich jedoch ebenfalls als schwierig erwies. 1802 hatte er Kontakt mit Landgraf Ludwig X. von Hessen-Darmstadt, der Teile seiner Sammlungen ankaufte, und im Testament von 1804 wurde der Landgraf zu seinem Erben eingesetzt. Nach von Hüpschs Tod entstanden aber Komplikationen mit der Stadt Köln. An der Taxierung der Hinterlassenschaft beteiligte sich auch Ferdinand Franz Wallraf. Sein Haus schenkte der Landgraf der Stadt Köln. Die besten Stücke der Sammlung, die gegen einigen Widerstand der Stadt Köln verpackt und in 341 Kisten per Schiff nach Stockstadt und dann mit Fuhrwerken nach Darmstadt gebracht wurden, wo sie im August 1805 ankamen, bildeten wichtige Beiträge für die Bestände des späteren Hessischen Landesmuseums Darmstadt und die Hofbibliothek (heute: Handschriftenabteilung der Landes- und Hochschulbibliothek Darmstadt).
1775 wurde Hüpsch zum Ehrenmitglied der kurfürstlich bayerischen Akademie der Wissenschaften ernannt. 1790 wurde er in die American Academy of Arts and Sciences gewählt.

## Ausstellungen
- 2016: Chic! Mode im 17. Jahrhundert, Hessisches Landesmuseum Darmstadt vom 15. Juli bis zum 16. Oktober 2016
- 2010: Mittelalterliche Elfenbeinarbeiten im Dialog, Bayerisches Nationalmuseum, München, ergänzt um Werke aus dem eigenen Bestand.
- 1976/1977: Elfenbeinarbeiten von der Spätantike bis zum hohen Mittelalter, Liebieghaus museum alter Plastik, Frankfurt am Main.

## Werke (Auswahl)
- Kluge und nützliche Staatskunst oder politische Maximen nach den Regeln derer vornehmsten Staats-Männer. Stahl, Düsseldorf ca. 1760 (Digitalisat)
- Der Niederrheinische Zuschauer. Rhenopolis, 1766 (Digitalisat)
- Beschreibung eines bequemen, wohlfeilen und ohnfehlbaren Mittels die gefährlichsten Feuersbrünste geschwinde zu löschen oder die Verfertigung feuerlöschender Kugeln durch Versuche bestätigt. Cölln am Rheine 1777 (Digitalisat)
- Mahlerische Reise am Nieder-Rhein: Merkwürdigkeiten der Natur und Kunst aus den Gegenden des Nieder-Rheins. Verf., Köln am Rhein; Weigel & Schneider, Nürnberg 1784- (Digitalisat, 3 Hefte)
- Epigrammatographie oder Sammlung von Inschriften der ältern, mittleren und neueren Zeiten der niederdeutschen Provinzen darunter die mehresten ungedruckt sind. 2. Bände. Köln 1801 (Digitalisat)
- 1779 verfasste er unter Pseudonym: E. Ph. B. Freih. von Dethmaris Schreiben an seine Freunde über das in Druck erschienene, von dem Exjesuiten Franz Beuth verfasste Werklein Iuliæ et Montium subterraneae und die darauf neulich gefolgte Continuatio.[3]